# Liste der Monuments historiques in Magny-le-Hongre
Die Liste der Monuments historiques in Magny-le-Hongre führt die Monuments historiques in der französischen Gemeinde Magny-le-Hongre auf.

## Liste der Objekte
| Bezeichnung                                            | Beschreibung | Standort                                         | Kennzeichnung | Schutzstatus | Datum | Bild           |
| ------------------------------------------------------ | --- | ------------------------------------------------ | ------------- | ------------ | ----- | -------------- |
| Taufbecken                                             | Rundes Becken aus Stein auf einem Balusterständer und Abdeckung aus einem Holzdeckel mit zwei Flügeln. Bezeichnet mit 1628.                                                              | In der Kirche Ste-Geneviève (Lage)               | PM77002545    | Inscrit      | 1977  | weitere Bilder |
| Zwei Skulpturen Heilige Genoveva und Heiliger Bernhard | Holzskulpturen mit Bemalung aus dem 19. Jahrhundert. | In der Sakristei der Kirche Ste-Geneviève (Lage) | PM77003347    | Inscrit      | 1979  |                |
| Skulptur eines Heiligen                                | Holzskulptur aus dem 15. Jahrhundert. | In der Kirche Ste-Geneviève (Lage)               | PM77000991    | Classé       | 1975  |                |
| Gemälde (Silhouette) Heiliger Diakon                   | Silhouette eines Diakons, der in zwei Holzbretter geschnitten und ausgemalt wurde. Die Silhouette wurde auf einem eisernen Pfosten befestigt. Entstehungszeit Ende des 18. Jahrhunderts. | In der Sakristei der Kirche Ste-Geneviève (Lage) | PM77004321    | Inscrit      | 1984  |                |
| Chorgestühl                                            | Aus Holz gefertigtes Chorgestühl, das auf der Vorderseite eine geformte Platte besitzt. Hergestellt im 18. Jahrhundert.                                                                  | Im Chor der Kirche Ste-Geneviève (Lage)          | PM77004320    | Inscrit      | 1984  |                |